# Endiandra lecardii
Endiandra lecardii är en lagerväxtart som beskrevs av André Guillaumin. Endiandra lecardii ingår i släktet Endiandra och familjen lagerväxter. Inga underarter finns listade i Catalogue of Life.